# Lipotriches melanodonta
Lipotriches melanodonta là một loài Hymenoptera trong họ Halictidae. Loài này được Cockerell mô tả khoa học năm 1926.